# Tegillarca
Tegillarca là một chi động vật thân mềm hai mảnh vỏ thuộc họ Arcidae.

## Các loài
Chi này ghi nhận bao gồm các loài:
- Tegillarca addita (Iredale, 1939)
- Tegillarca aequilatera (Dunker, 1868)
- Tegillarca bicors (Jonas in Philippi, 1845)
- Tegillarca disessa (Iredale, 1939)
- Tegillarca granosa (Linnaeus, 1758)
- Tegillarca nodifera (E. von Martens, 1860)
- Tegillarca rhombea (Born, 1778)
- Tegillarca zanzibarensis (Nyst, 1848) [1]